# Bohdan Krynicki
Bohdan Krynicki, lub Bogdan Krynicki (ur. w 1862 w Krakowie, zm. 4 lutego 1913 w Stanisławowie) – prawnik, poseł do Sejmu Krajowego IX kadencji (1908–1913). Syn prawnika Lucyliana Krynickiego.

## Życiorys
Urodził się w 1862 w Krakowie. Syn prawnika Lucyliana Krynickiego.
W 1880 ukończył VIII klasę w c. k. Gimnazjum w Tarnopolu, gdzie zdał maturę. W 1889 otrzymał tytuł doktora praw na Uniwersytecie Jagiellońskim. Pracował jako zastępca prokuratora w Stanisławowie, w 1900 roku został mianowany radcą przy trybunale sądowym w Brzeżanach. W 1901 przeniesiony do Stanisławowa. W 1910 mianowany wiceprezydentem sądu okręgowego w Stanisławowie. Zmarł 4 lutego 1913.
Żonaty z Melanią Litwinowicz. Miał dwóch synów: Jarosława (1891-1916) i Tadeusza (1893-1959) obrońcę Lwowa i budowniczego fabryki w Mościcach.